# Джанджгава, Давид Несторович
Давид Несторович Джанджгава (1903, Зугдидский уезд, Кутаисская губерния, Российская империя — неизвестно, Грузинская ССР) — советский хозяйственный, государственный и политический деятель, первый секретарь Гудаутского райкома партии. Герой Социалистического Труда (1948).

## Биография
Родился в 1903 году в грузинской крестьянской семье. После окончания местной сельской школы трудился в сельском хозяйстве. С 1920-х годов трудился в различных советских учреждениях. Член ВКП(б). В конце 1930-х годов переехал в Абхазскую АССР. С 1939 года — секретарь Очамчирского райкома партии и с 1944 года — первый секретарь Гудаутского райкома партии.
В годы Великой Отечественной войны руководил колхозниками и жителями Гудауты на строительстве Бзыбской линии оборонительных сооружений, занимался другими оборонными и мобилизационными мероприятиями, обеспечением фронта продуктами, за что награждался различными орденами.
В послевоенное время занимался восстановлением сельскохозяйственного производства в Гудаутском районе. Обеспечил своей деятельностью в 1947 году перевыполнение в целом по району планового сбора урожая кукурузы на 94,1 %. Указом Президиума Верховного Совета СССР от 21 февраля 1947 года удостоен звания Героя Социалистического Труда за «получение высоких урожаев кукурузы и пшеницы в 1947 году» с вручением ордена Ленина и золотой медали «Серп и Молот» (№ 670).
Этим же указом званием Героя Социалистического труда были награждены председатель Гудаутского райисполкома Дорофей Константинович Черкезия, главный агроном районного отдела сельского хозяйства Николай Евстафьевич Ковалёв и 12 кукурузоводов различных колхозов Гудаутского района.
Избирался депутатом Верховного Совета Грузинской ССР 1-го, 2-го и 3-го созывов.